# Chloroclystis mariae
Chloroclystis mariae är en fjärilsart som beskrevs av Robinson 1975. Chloroclystis mariae ingår i släktet Chloroclystis och familjen mätare. Inga underarter finns listade i Catalogue of Life.